# Кикапу Сајт 1 (Канзас)
Кикапу Сајт 1 (енгл. Kickapoo Site 1) насељено је место без административног статуса у америчкој савезној држави Канзас.

## Демографија
По попису из 2010. године број становника је 101.
| Група             | 2000.    | 2010.    |
| Белци             | 0 (0,0%) | 8 (7,9%) |
| Афроамериканци    | 0 (0,0%) | 0 (0,0%) |
| Азијати           | 0 (0,0%) | 0 (0,0%) |
| Хиспаноамериканци | 0 (0,0%) | 4 (4,0%) |
| Укупно            | 0        | 101      |